# アーメド・ラディ
アーメド・ラディ（アラビア語: أحمد راضي, Aḥmad Rāḍī, アフマド・ラーディー、英字表記例：Ahmad Radhi, 1964年3月21日 - 2020年6月21日）は、イラク・バグダード出身の元サッカー選手。元同国代表。ポジションはFW。1988年度のアジア年間最優秀選手賞受賞者、日本ではドーハの悲劇の時の対戦相手としても知られる。
イラク史上最高のサッカー選手として広く認められている。

## 来歴
1983年4月28日のエジプト戦で代表デビューを飾るとその試合で代表初得点を記録、以降1984年のロサンゼルス五輪、1986年のメキシコW杯に中心選手として出場した。メキシコW杯ではベルギー戦で得点を決めるなど、1980年代のイラクサッカーの黄金期を支えると共に、中東のスーパースターの座を確固たるものとした。
現役引退後は政治家へ転身し、2005年12月15日のイラク総選挙ではスンナ派系イスラム政党のイラク・イスラム党から立候補している。イラク戦争後にサッカー協会会長として来日しニュースステーションに出演したことがある。
2020年6月13日、2019新型コロナウイルス（COVID-19）に感染し、バグダッド市内の病院に入院。一旦は症状が回復し退院したが、16日に再び容態が悪化し再入院。そのまま回復することなく、21日に合併症のため死去した。56歳没。

## 代表歴
- 1982年-1997年 イラク代表 121試合62得点

## タイトル

### クラブ
アル・ラシード
- イラク・プレミアリーグ: 1986-87, 1987-88, 1988-89
- イラクFAカップ: 1986-87, 1987-88
- アラブ・クラブ・チャンピオンズカップ: 1985, 1986, 1987

アル・ザウラー
- イラク・プレミアリーグ: 1990-91, 1998-99
- イラクFAカップ: 1990-91, 1992-93, 1997-98, 1998-99
- イラク・エリートカップ: 1991

### 代表
イラク代表
- アジア競技大会サッカー競技: 1982
- ガルフカップ: 1984, 1988
- パンアラブ競技大会サッカー競技: 1985
- FIFAアラブカップ: 1988

### 個人
- アジア年間最優秀選手賞: 1988年
- ガルフカップ1988: 得点王
- イラク・プレミアリーグ: 1991-1992 得点王